# Diretiva de Resíduos de Equipamentos Eléctricos e Electrónicos
A directiva de Resíduos de Equipamentos Eléctricos e Electrónicos - REEE (em inglês WEEE - Waste Electrical and Electronic Equipment Directive) é a directiva da União Europeia 2002/96/CE relativa à gestão dos resíduos de equipamentos eléctricos e electrónicos que, juntamente com a Directiva RoHS 2002/95/EC, se tornou direito europeu em Fevereiro de 2003, e define a necessidade de recolha, reciclagem e valorização de todos os tipos de produtos elétricos.
Em Portugal, membro da União Euopeia, a directiva foi transformada em legislação nacional pelo decreto-lei n.º 230/2004.